# Josef Kohout (1895)
Josef Kohout (29. října 1895 Vídeň – 12. února 1958 Brno) byl český hudební skladatel a pedagog.

## Život
Studoval na Státní hudební akademii ve Vídni hru na lesní roh. Vojenskou službu absolvoval u vojenské hudby pěšího pluku a později hrál ve vojenském symfonickém orchestru. Po vzniku Československa se stal hornistou Národního divadla v Brně. Současně studoval na brněnské konzervatoři skladbu u Jana Kunce a dirigování u Františka Neumanna. V letech 1926–1928 byl sbormistrem brněnského Hlaholu. Od roku 1928 působil na brněnské konzervatoři jako profesor lesního rohu. Kromě toho učil intonaci a dirigování. Po 2. světové válce byl jmenován profesorem na Janáčkově akademii múzických umění. Vyučoval hru na lesní roh a komorní hru.
Byl rovněž činný v hudebních organizacích a spolcích. Byl jednatelem Klubu moravských skladatelů a v této funkci se zasloužil o výměnné koncerty mezi Brnem a Vídní.

## Dílo (výběr)

### Klavírní skladby
- Sonáta d-moll (1923)
- 1. sonatina (1926)
- 2. sonatina (1931)
- Malá suita (1932)
- Groteska (1936)
- Furiant (1938)

### Komorní skladby
- 7 skladeb pro lesní roh a klavír (1926)
- Balada a pastorale pro lesní roh a klavír (1948)
- Dechový kvintet (1937)
- Variace na českou lidovou píseň pro dechový kvintet (1944)
- Miniatury pro dechový kvintet (1946)
- Smyčcový kvartet (1927)
- Furiant pro dechový sextet

### Orchestrální skladby
- Concertino pro lesní roh a orchestr (1952)
- Koncert pro lesní roh F-dur (1954)
- Tryzna pro čtyři lesní rohy
- Kadence ke koncertům pro lesní roh Wolfganga Amadea Mozarta, Josepha Haydna, Františka Antonína Rösslera a dalších skladatelů.

### Písně
- Jediný svět (1924)
- Milenci (1925)
- Čtyři písně na slova staré čínské poezie pro vyšší hlas a dechový kvintet (1931)
- Dvě písně pro alt a klavír (1943)

### Pedagogická literatura
- Škola pro lesní roh (1930)
- Denní cvičení pro lesní roh (2 sešity)
- Metodika a didaktika
- Historie a literatura